# Амбуков
Амбуков (укр. Амбуків) — село в Устилугской городской общине Владимирского района Волынской области Украины.
Население по переписи 2001 года составляет 232 человека. Почтовый индекс — 44732. Телефонный код — 3342. Занимает площадь 0,823 км².